# Bernardo Ciuffagni

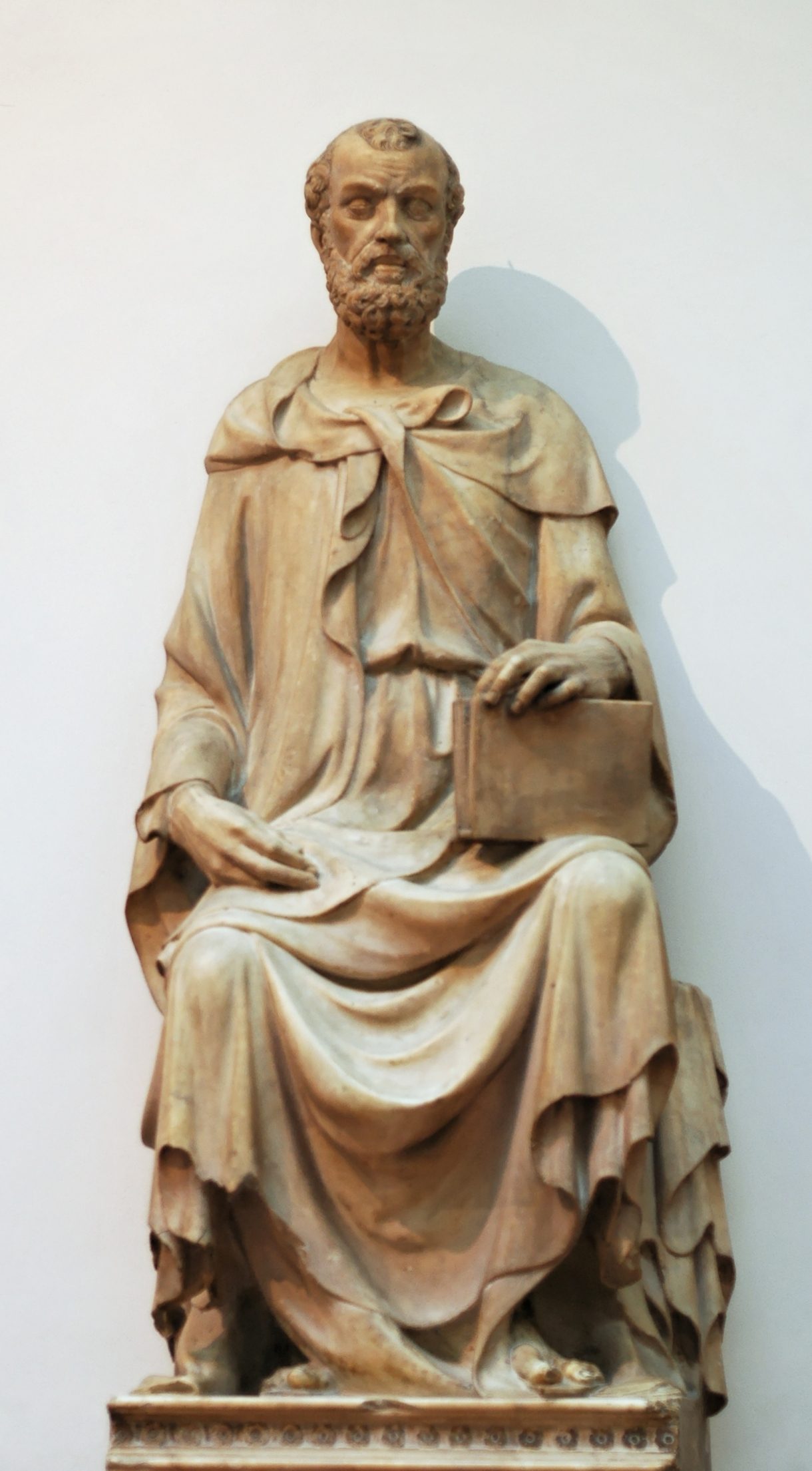
San Matteo, opera del Duomo di Firenze

Bernardo Ciuffagni (Firenze, 1381 – 18 giugno 1458) è stato uno scultore italiano.

## Biografia
Fu, accanto al giovane Donatello e a Luca della Robbia, tra i collaboratori di Lorenzo Ghiberti. In seguito realizzò molte statue per la facciata del Duomo di Firenze, (conservate presso il Museo dell'Opera del Duomo di Firenze). Tra queste ricordiamo il san Matteo (1410-15), una delle statue di evangelisti commissionate, oltre che al Ciuffagni, a Donatello, Niccolò di Pietro Lamberti e a Nanni di Banco per ornare la facciata del Duomo; l'Isaia (1427) ed il David (1433), ancora per il Duomo. 
Il suo stile venne influenzato dal lirismo del Ghiberti e, come Donatello, Ciuffagni, a mal eguagliare, cerca di dare alle sue opere un certo naturalismo e realismo.